# 维斯塔加乌沙
维斯塔加乌沙是巴西南大河州的一个市镇。总面积88.719平方公里，总人口2713人，人口密度30.6人/平方公里。